# بيترافيرانو
بيترافيرانو؛ هي بلدية (محافظة) في مقاطعة كاسيرتا في منطقة كمبانية الإيطالية، وتقع على بعد حوالي 60 كيلومترا (37 ميل) شمال نابولي وحوالي 35 كيلومترا (22 ميل) شمال غرب كاسيرتا.